# پاول لبدف-لاستوچکین
پاول لبدف-لاستوچکین (انگلیسی: Pavel Lebedev-Lastochkin; ۱ ژانویهٔ ۱۸۰۰ – ۱ ژانویهٔ ۱۹۰۰) گردشگر، و بازرگان اهل امپراتوری روسیه بود. که در اواخر قرن هجدهم، یکی از اولین روس‌هایی شد که با ژاپنی‌ها و شوگون‌سالاری توکوگاوا ارتباط برقرار کرد. دولت امیدوار بود که تلاش‌های بازرگانان خصوصی را جلب کند تا به آنها کمک کند ژاپن را با هزینه‌ای بسیار کمتر برای دولت نسبت به اعزام فرستادگان رسمی یا نظامی، باز کنند.